# Addicted (Enrique Iglesias)
Addicted, conosciuto sul mercato di lingua spagnola col titolo Adicto è un brano musicale del cantante spagnolo Enrique Iglesias, estratto come primo singolo dall'album 7 del 2004.
Il video musicale del brano è stato diretto da Peter Berg e vede protagonista l'attrice Mischa Barton.

## Tracce
CD #1
1. Addicted (radio edit)
2. Hero
3. Adicto (Spanish version)
4. Addicted (original version)

CD #2
1. Addicted (radio edit)
2. One Night Stand (Boogieman remix)
3. Hero (live)
4. Adicto

Mexican promo CD
1. Addicted (radio edit) – 4:11
2. Adicto (radio edit) – 4:12
3. Addicted (Metro radio edit) – 3:29
4. Addicted (Metro extended mix) – 6:32
5. Addicted (Fernando Caribay radio edit) – 4:23
6. Addicted (Scumfrog remix) – 8:29
7. Addicted (Glam as You mix) – 6:16
8. Addicted (Fernando Garibay extended mix) – 7:44

## Classifiche
| Classifica (2003/04)                    | Posizione più alta |
| --------------------------------------- | ------------------ |
| Australia                               | 43                 |
| Austria                                 | 51                 |
| Belgio (Fiandre)                        | 55                 |
| Danimarca                               | 9                  |
| Paesi Bassi                             | 50                 |
| Germania                                | 31                 |
| Irlanda                                 | 31                 |
| Svezia                                  | 26                 |
| Svizzera                                | 34                 |
| Regno Unito                             | 11                 |
| U.S. Billboard Hot Latin Tracks †       | 9                  |
| U.S. Billboard Latin Pop Airplay †      | 5                  |
| U.S. Billboard Latin Tropical Airplay † | 22                 |
| U.S. Billboard Hot Dance Club Play ‡    | 4                  |
| U.S. Billboard Top 40 Mainstream        | 27                 |
| U.S. Billboard Bubbling Under Hot 100   | 1                  |

- † Adicto
- ‡ Addicted - Remixes